# Lustrascarpe

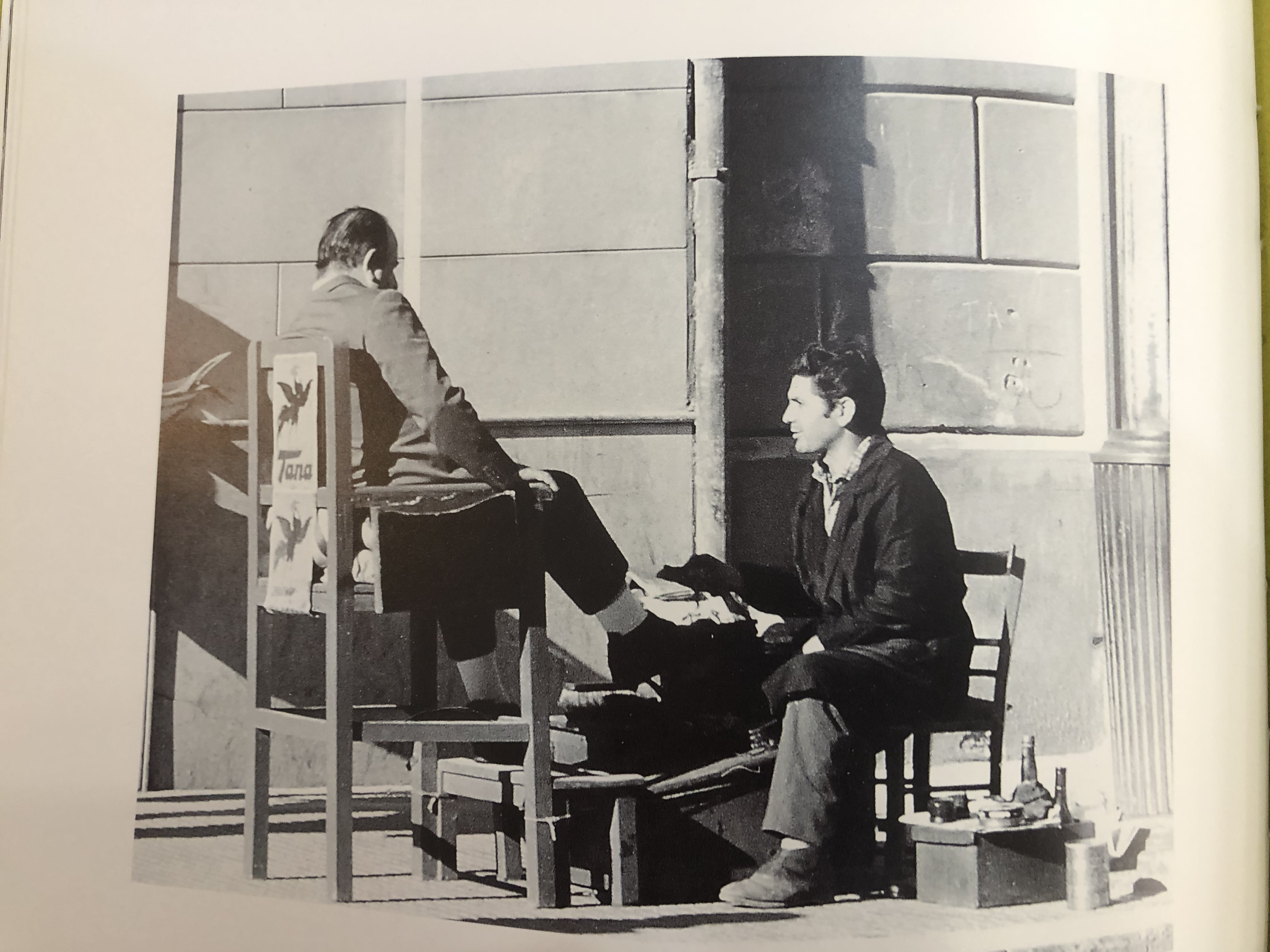
G. Romano lustrino negli anni 60 a Caltanissetta

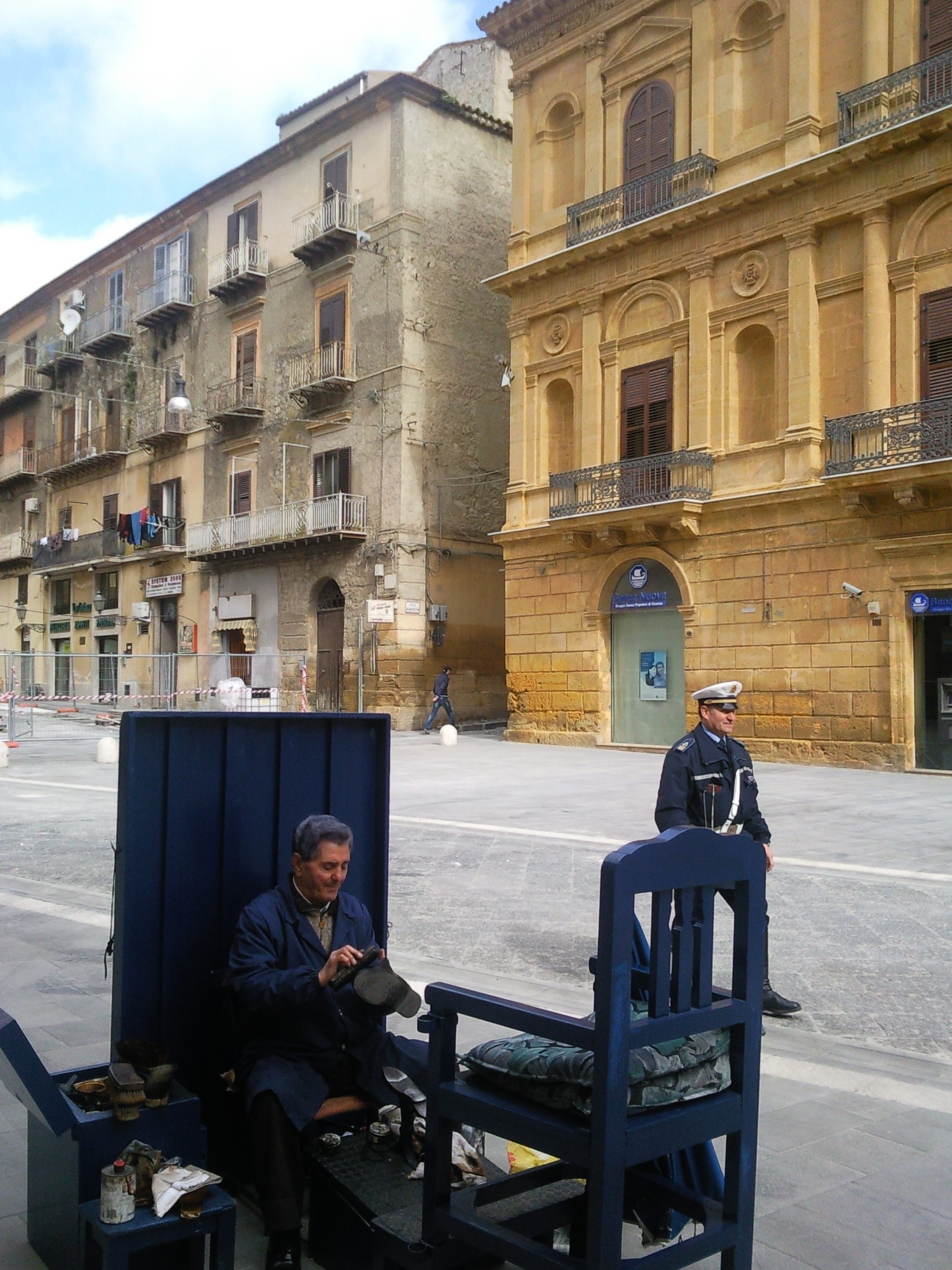
G. Romano a Caltanissetta nel 2021, con la sedia e la cassetta degli attrezzi

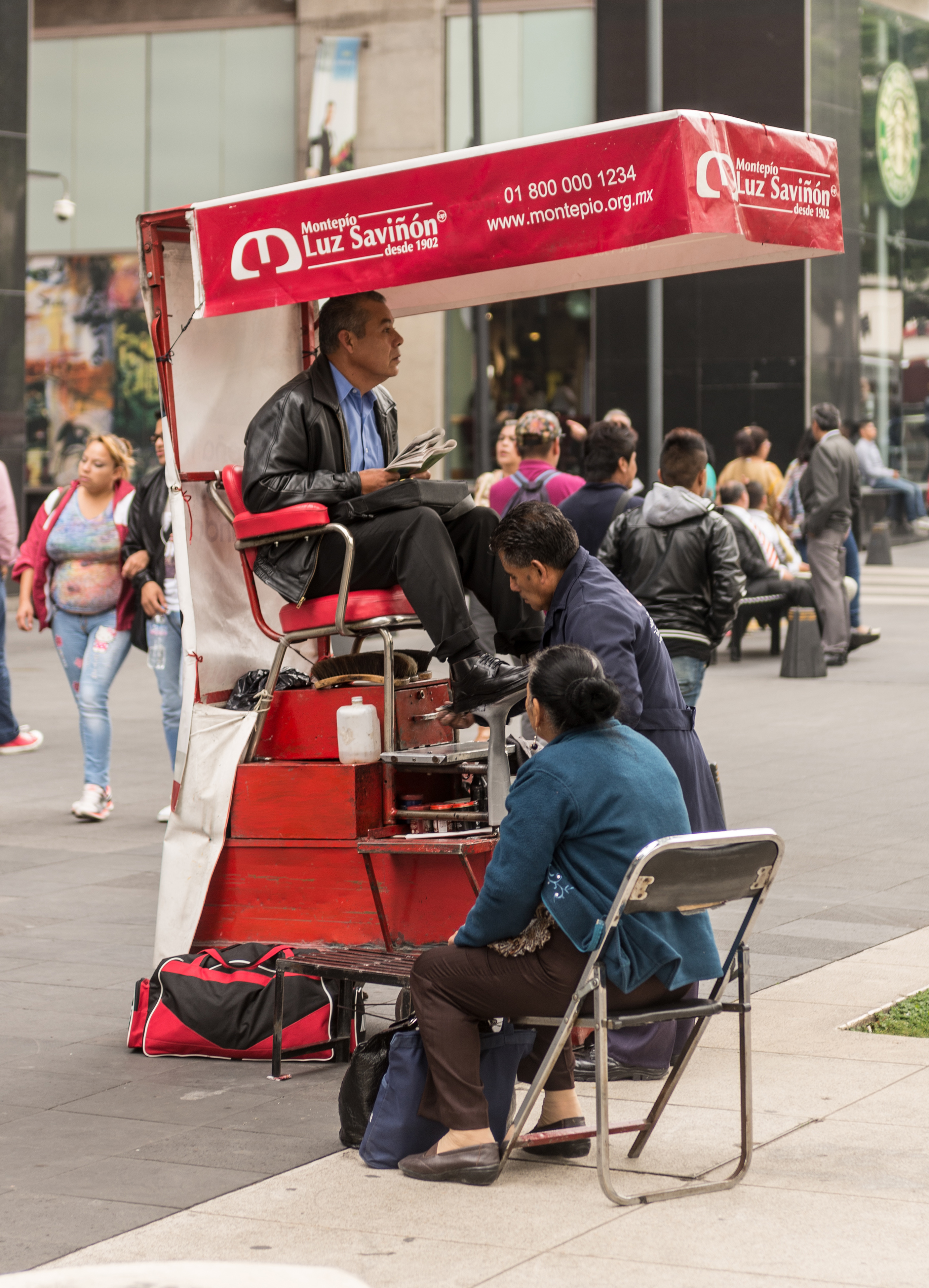
Lustrascarpe in Messico.

Un lustrascarpe è una persona che di professione lucida le scarpe altrui, generalmente sulla strada. Un tempo diffuso in gran parte del mondo, il mestiere del lustrascarpe sta progressivamente scomparendo in Europa e nel Nord America, e oggi viene quasi sempre considerato un espediente più che un vero e proprio lavoro.

## Storia
Nell'Italia meridionale del dopoguerra e nel periodo delle grandi migrazioni dall'Italia verso gli Stati Uniti, chi si guadagnava da vivere facendo il lustrascarpe per le strade veniva talvolta chiamato sciuscià, termine derivato dalla corruzione e italianizzazione della denominazione inglese shoe-shiner.
Fra i personaggi famosi di origine italiana di cui è noto che svolsero questo mestiere in gioventù ci sono, tra gli altri, Giuseppe Petrosino e Al Pacino.

## Gli attrezzi da lavoro
Gli attrezzi del lustrascarpe consistono in una cassetta di legno dalla quale sporgono due sagome di legno, dove il cliente poggia i piedi, vari tipi di spazzole, lucido e anilina nera o marrone, a seconda del colore delle scarpe da lucidare.
A Caltanissetta, al tutto il 2015, ne sopravvivono solamente 2 dei 32 che esercitavano dell'immediato dopoguerra. Qui da sempre il lustrascarpe, detto anche "lustrino", offre una poltrona al cliente per tutta la durata dell'operazione di pulitura.

## Curiosità

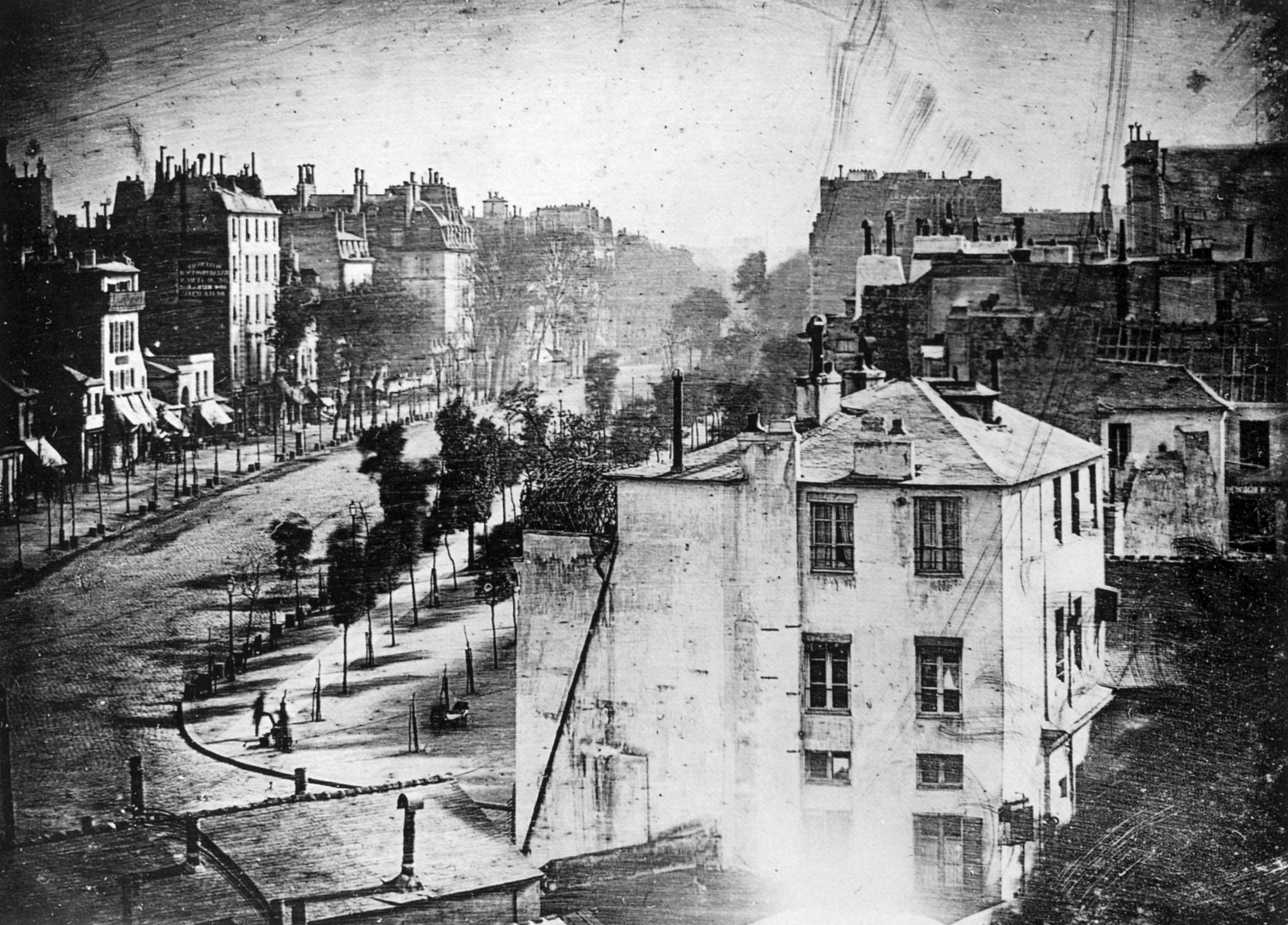
Si può notare il cliente del lustrascarpe in basso a sinistra

La prima persona ad essere mai stata fotografata fu un inconsapevole cliente di un lustrascarpe a Parigi nel 1838, il lungo tempo di esposizione non permise di ritrarre carrozze e persone che passavano ma unicamente un cliente di un lustrascarpe che rimase fermo abbastanza da diventare la prima persona mai immortalata in una foto.

## Rappresentazioni nel cinema
- Sciuscià, film di Vittorio De Sica.
- Il segno di Venere, film di Dino Risi.
- L'immigrato, film con Charlie Chaplin.
- Miracolo a Le Havre, film di Aki Kaurismäki[8].